# Mino Loy
Mino Loy, all'anagrafe Guglielmo Loy-Donà (Sassari, 10 dicembre 1933), è un produttore cinematografico e regista italiano, fratello del regista Nanni Loy.

## Biografia
Dagli anni sessanta lavora ad oltre 105 film, da produttore o regista ed in sporadici casi anche come sceneggiatore o attore.
Negli anni spazia in molti campi del cosiddetto cinema di genere: dai Mondo movie ai Cannibal movie passando anche per gli Spaghetti western.
È stato sposato con l'attrice e compositrice Fiamma Maglione.

## Filmografia

### Produttore
- Benito Mussolini - Anatomia di un dittatore, regia di Mino Loy e Adriano Baracco (1962)
- I giganti di Roma, regia di Antonio Margheriti (1964)
- Le spie uccidono a Beirut, regia di Luciano Martino (1965)
- Duello nel mondo, regia di Georges Combret e Luigi Scattini (1966)
- A 077 - Sfida ai killers, regia di Antonio Margheriti (1966)
- Flashman, regia di Mino Loy (1967)
- 10.000 dollari per un massacro, regia di Romolo Guerrieri (1967)
- Per 100.000 dollari t'ammazzo, regia di Giovanni Fago (1967)
- Il dolce corpo di Deborah, regia di Romolo Guerrieri (1968)
- La battaglia del deserto, regia di Mino Loy (1969)
- Così dolce... così perversa, regia di Umberto Lenzi (1969)
- La battaglia di El Alamein, regia di Giorgio Ferroni (1969)
- Tutti i colori del buio, regia di Sergio Martino (1972)
- Di Tresette ce n'è uno, tutti gli altri son nessuno, regia di Giuliano Carnimeo (1974)
- Il lupo dei mari, regia di Marcello Ciorciolini (1975)
- Roma a mano armata, regia di Umberto Lenzi (1976)
- Il grande attacco, regia di Umberto Lenzi (1978) – con il nome Humphrey Longan
- Concorde Affaire '79, regia di Roger Deodato (1979)
- Mangiati vivi!, regia di Umberto Lenzi (1980)
- Cannibal Ferox, regia di Umberto Lenzi (1981) - non accreditato
- La casa con la scala nel buio, regia di Lamberto Bava (1983) - non accreditato
- Shark: Rosso nell'oceano, regia di John Old Jr. (1984)
- I cinghiali di Portici, regia di Diego Olivares (2003)
- L'allenatore nel pallone 2, regia di Sergio Martino (2008)

### Regista
- Gente felice (1957)
- Avventura dell'uomo (1961)
- Le voci nel mondo (1962)
- La donna di notte (1962)
- Benito Mussolini - Anatomia di un dittatore, co-regia con Adriano Baracco (1962)
- Europa; il mio paese (1962)
- Mondo sexy di notte (1962)
- Sexy magico (1963)
- Supersexy '64 (1963)
- 90 notti in giro per il mondo (1963)
- Notti e donne proibite (1963)
- L'avventura dei Monti Pallidi (1964)
- Veneri proibite (1964)
- Mille e una donna (1964)
- Furia a Marrakech (1966)
- Flashman (1967) – con il nome J. Lee Donan
- La battaglia del deserto (1969)
- Questo sporco mondo meraviglioso, co-regia con Luigi Scattini (1971)

### Sceneggiatore
- Sexy magico, regia di Mino Loy (1963)
- Gente felice, regia di Mino Loy (1957)

### Attore
- Gli fumavano le Colt... lo chiamavano Camposanto, regia di Giuliano Carnimeo (1971)